# 朗厄班

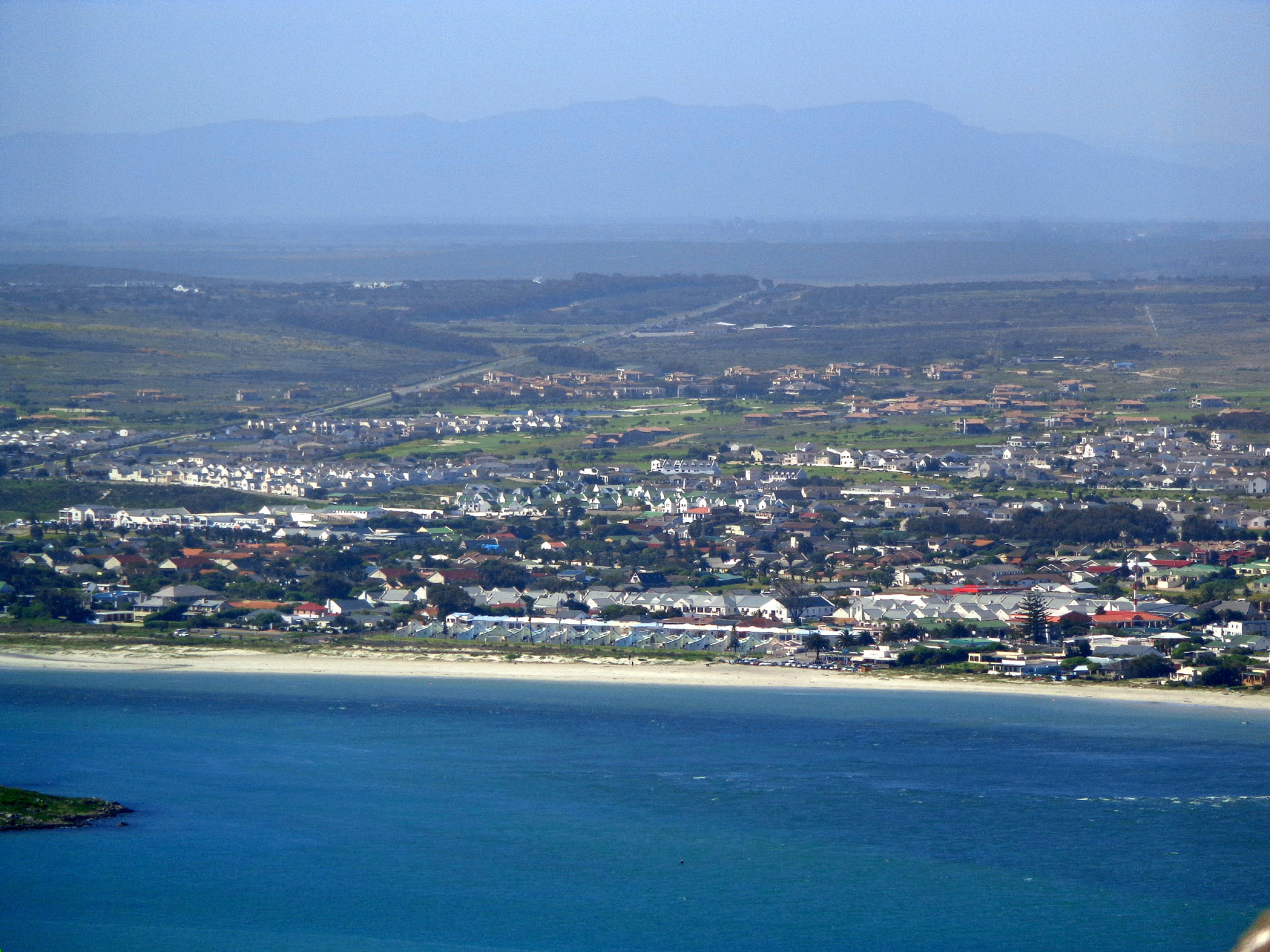
朗厄班

朗厄班（南非语：Langebaan）是南非开普敦省西部朗厄班潟湖西海岸的一个城镇。
朗厄班位于距开普敦北部的120千米处，正好在R27公路之外，离弗里登堡28公里，距萨尔达尼亚湾20公里。冩湖从萨尔达尼亚湾延伸出17公里，穿过朗厄班到达南部加尔贝克,某些地方宽度达到4千米。

## 历史

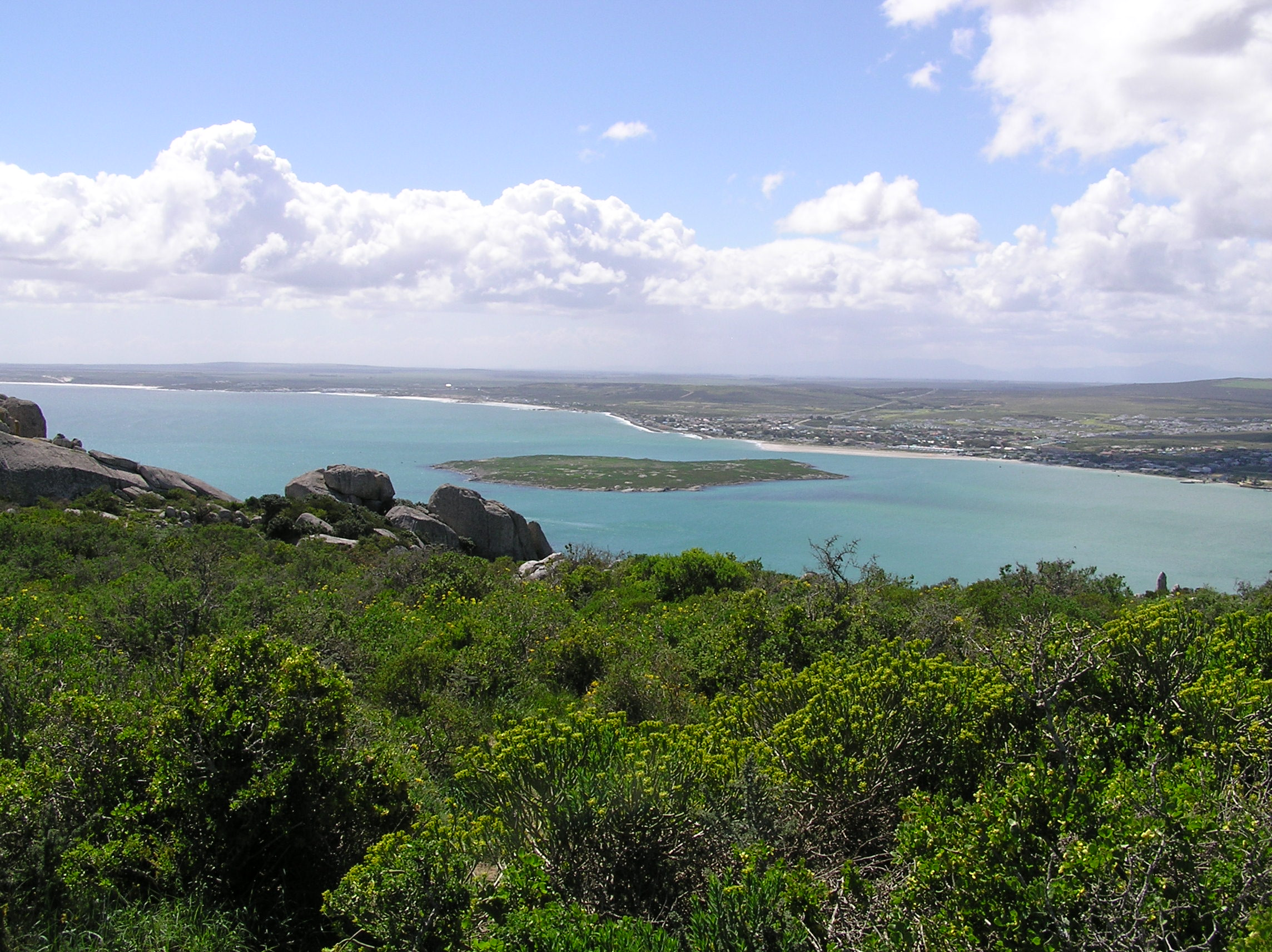
穿过朗厄班冩湖看到的朗厄班

朗厄班产生于史前时期的海面潮汐。和大多数冩湖不同，它形成于淡水河流入海洋处。因此，朗厄班冩湖是一个纯盐水湖。
远在500,000年前，这里已经出现早期智人，他们群居、狩猎小猎物，猎杀狮子之类的食肉动物并采集植物食物。他们还保存火烹煮，可能还用树枝搭建简陋的住所。他们可能穿着动物皮来保暖，还制作木制和石制的工具。
第一批从欧洲而来的定居者科伊科伊人和山人让该区拥有丰富的历史。最早踏上这片土地的欧洲人瓦斯科·达伽马，于1497年登上西海岸半岛的圣赫勒拿湾。
海湾以安东尼奥·德·萨尔丹纳的名字来命名，他却未曾进入那片水域。1601年，优瑞斯·万·斯皮尔伯格误将它命名为萨尔达尼亚湾,他认为自己抵临了开普敦，即此前的艾高达·德·萨尔达尼亚。虽然荷兰人声称自己是这片土地的主人，法国人则是时常到访的游客。
国家用在地上插标杆来宣称所有权，并正式宣告主权。现今，在吉尔贝克附近可以看见一个这样的标杆，声称这片土地代表着荷兰东印度公司。每年会有8个月缺水，所有欧洲定居者非常有限。
几个世纪以来，这个地区发生了许多震撼人心的事件，包括两次海战和1863年美利坚邦联阿拉巴马战舰的来访，它也是当时最令人生畏的战舰。甚至由西海岸国家公园管理的朗厄班上的5座小岛，也拥有自身的历史，包括因所有权发起的战争，用于天花检疫医院、鸟粪采集、封闭中心和其他活动。
法国人把Schaapeneiland（朗厄班海滩附近）用作鲸油和海豹藏身所的存储地，并称其为“母鹿岛”（"Isle à la Biche"）。新近的鲸鱼加工厂坐落在东科嘉，迄今从城镇仍可见。朗厄班捕鲸历史的一个见证就是市政大楼外的捕鲸炮。
1922年，朗厄班镇成立，作为鲸鱼加工厂直至1960年。

## 今日朗厄班

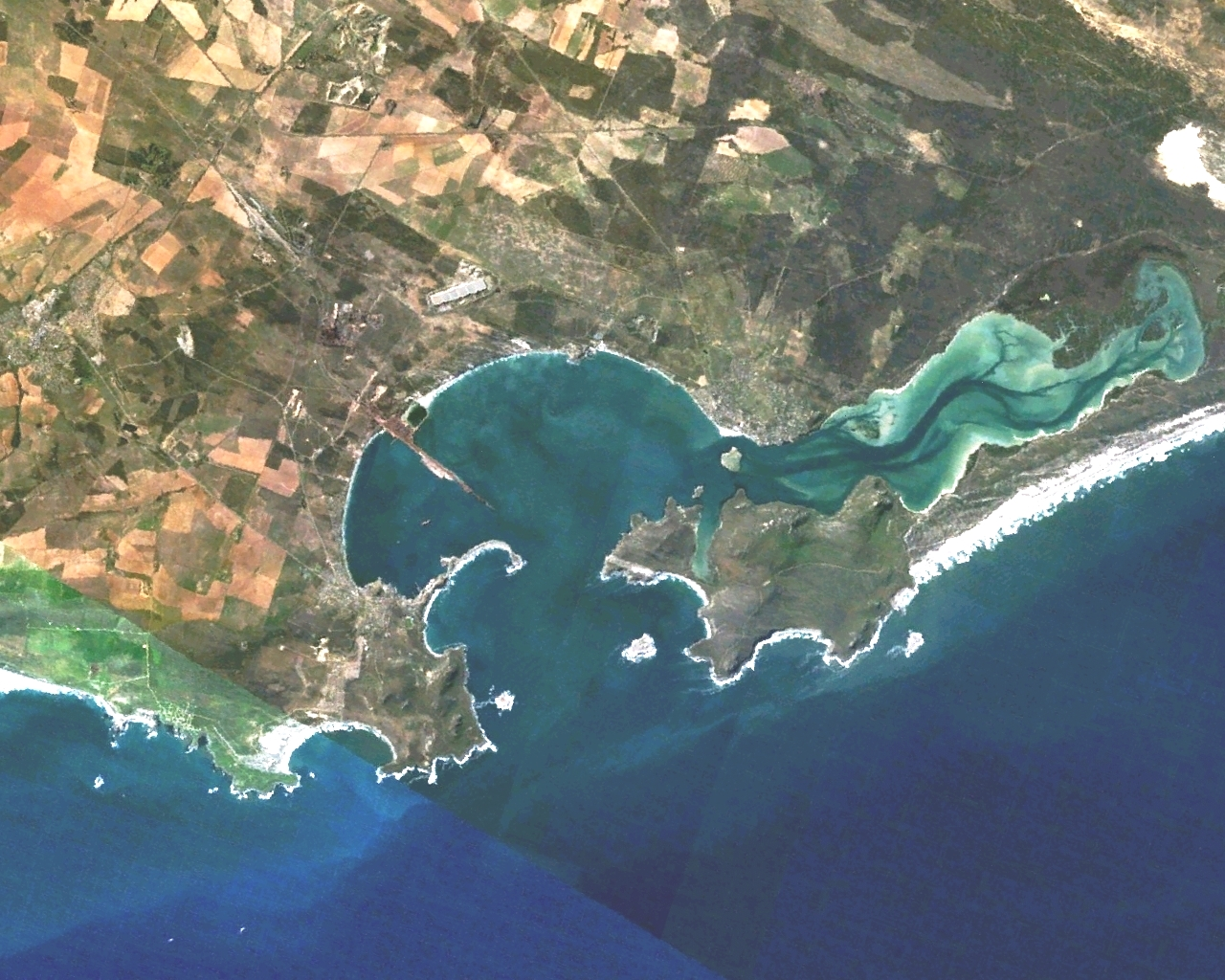
萨尔达尼亚湾卫星图, 朗厄班冩湖位于右边（南）

野鸟生态研究者到访此地，观察西海岸国家公园冩湖上的300多种鸟类。 The park is most busy during the spring flower season (August to September) when the wild flowers are in bloom.公园在春天花季（8月至9月）野花盛放时最繁忙。10月到11月，可以看见鲸鱼。白色沙滩环绕着朗厄班冩湖清澈的湖水成为朗厄班主要景点。温和的气候和受到保护的冩湖湖水使朗厄班盛行帆船、皮划艇、冲浪风筝、钓鱼项目，城镇还未水上运动爱好者提供了数目众多的度假设施。
为保护城镇捕鱼、度假和隐修村的文化，镇上没有工业。
俱乐部米克诺斯度假村举办了许多年度活动、节庆和展览。它还能容纳数量众多的著名艺术家的常规表演。度假村还举行受欢迎的竞赛和筹资活动。
大规模的体育活动都在这里举行，如三项全能运动、顺风冲击、自行车、汽车比赛及更多的赛事。月度手工艺市场也一年四季举办艺术品展览，展示本土颇具天赋的艺术家。社区活动包括教会主持的义卖和每年10月第一个星期日举行的朗厄班贻贝节。

## 延伸阅读
- Langebaan Live Wind and Weather
- Kiteboarding Spot-Info Langebaan  （页面存档备份，存于）